# رباط كوردان
 رباط كوردان  ( بالفارسية: كاروانسراى كُوِردان )، بضم الكاف و كسر الواو والراء وسكون الدال والنون. الكاروانِسرايُ (فارسية ترجمتها سرايُ⁬الكاروانِ).
قد يهمز آخر الكلمة كما يييا كذلك، فهي كلمة تركية-عثمانية فارسية الأصل، مركبة من  كاروان  ( قافلة ) و( سراي ). الكلمة العربية (والعبرية) المقابلة هي  الخان  (חאן) أو الرباط (ج رُبط). «کاروانسرای کوردان» يقع في شمال قرية کوردان في ناحية كوخرد في مقاطعة بستك في غرب محافظة هرمزگان في جنوب إيران.

## بيت للمسافرين والقوافل على الطرقات البعيدة
اَلرُبَطّ (كاروانسرا) بيت للمسافرين والقوافل على الطرقات البعيدة، مبني بالحصى والجص والصاروج، سقفه محدب، وله باب واحد مع كوى في جوانبها.
تحظى ناحية كوخرد بوجود عدد من الشواهد الأثرية، والأعلام الدالة على مسارات طرق القوافل المنصوبة منذ قديم الزمان، حيث كانت ناحية كوخرد همزة الوصل بين أماكن التحضر على مر العصور، فقد كانت القوافل التجارية تخترق تلك البراري المترامية الأطراف والجبال الشاهقة من شمالها إلى جنوبها، ومن شرقها إلى غربها بحركة دائبة لا يسمع فيها إلى رعاة الإبل وحداء أصحابها. وظلت الطرق خلال فترات طويلة مسلوكة، كذلك البيوت المبنية على الطرقات، حيث أن القدماء بنوا «الرُبّط» في الطريق ووفروا الماء للسيارة والمسافرين.